# Héricourt-sur-Thérain
Héricourt-sur-Thérain là một xã thuộc tỉnh Oise trong vùng Hauts-de-France tây bắc nước Pháp. nước Pháp. Xã này nằm ở khu vực có độ cao trung bình 150 mét trên mực nước biển.
- Héricourt sur Thérain, the official website (in French and in English)